# ダグラス・スローカム
ダグラス・スローカム（Douglas Slocombe OBE, 1913年2月10日 - 2016年2月22日）は、イギリス・ロンドン出身の撮影監督。

## 経歴
第2次世界大戦で報道カメラマンとして活動し、1940年代からスタジオ付きの撮影監督となる。1963年の 『召使』、1974年の 『華麗なるギャツビー』、1977年の 『ジュリア』 で3度英国アカデミー賞 撮影賞を受賞している。
撮影時に殆ど露出計を使わないことが特徴とされている。『未知との遭遇』 追加撮影からの付き合いとなるスピルバーグをも驚かせている。『インディ・ジョーンズ』 三作の撮影監督を務め、『最後の聖戦』 がキャリアの最後の作品になっている。
2016年2月22日、103歳で死去。

## 主な作品
- ルートヴィヒ2世 - ある王の栄光と没落 Ludwig II. – Glanz und Elend eines Königs (1955)
- フロイド/隠された欲望 Freud (1962)
- 召使 The Servant (1963)
- ブルー・マックス The Blue Max (1966)
- 大列車強盗団 Robbery (1967)
- 吸血鬼 Dance of the Vampires (1967)
- 冬のライオン The Lion in Winter (1968)
- 夕なぎ Boom! (1968)
- ミニミニ大作戦 The Italian Job (1969)
- ジーザス・クライスト・スーパースター Jesus Christ Superstar (1973)
- マルセイユ特急 The Marseille Contract (1974)
- 華麗なるギャツビー The Great Gatsby (1974)
- ローラーボール Rollerball (1975)
- 午後の曳航 The Sailor Who Fell from Grace with the Sea (1976) 三島由紀夫の原作
- ジュリア Julia (1977)
- ニジンスキー Nijinsky (1980)
- レイダース/失われたアーク《聖櫃》 Raiders of the Lost Ark (1981)
- ネバーセイ・ネバーアゲイン Never Say Never Again (1983)
- インディ・ジョーンズ/魔宮の伝説 Indiana Jones and the Temple of Doom (1984)
- レディ・ジェーン/愛と運命のふたり Lady Jane (1986)
- インディ・ジョーンズ/最後の聖戦 Indiana Jones and the Last Crusade (1989)